# Yazoo City
Yazoo City település az Amerikai Egyesült Államok Mississippi államában, Yazoo megyében, melynek megyeszékhelye is. Lakosainak száma 10 316 fő (2020. április 1.).

## Népesség
A település népességének változása:

| 2010 | 11 403 |
| 2020 | 10 316 |